# Nakao Kotaro
Kotaro Nakao (sinh ngày 8 tháng 6 năm 1969) là một cầu thủ bóng đá người Nhật Bản.

## Sự nghiệp câu lạc bộ
Kotaro Nakao đã từng chơi cho Vissel Kobe.